# Kościół Matki Bożej Łaskawej „Ta’ l-Abbandunati” w Saint Paul’s Bay
Kościół Matki Bożej Łaskawej (malt. Il-knisja tal-Madonna tal-Grazzja, ang. Church of Our Lady of Graces Tal-Abbandunati), znany jako Madonna Ta’ l-Abbandunati – niewielki rzymskokatolicki kościół w przysiółku Wardija miejscowości Saint Paul’s Bay (malt. San Pawl il-Baħar) na Malcie. Świątynia jest pod prywatnym zarządem szlacheckiej rodziny Manduca Piscopo Macedonia.

## Położenie
Kościół położony jest pośród drzew karobowych i oliwnych u stóp wzgórza znanego jako Tal-Ballut, i przylega do Palazz tas-Sultan, ulubionego miejsca bailiffa Ramona Perellosa, późniejszego wielkiego mistrza Zakonu Rycerzy św. Jana. Rozpościera się stamtąd wspaniały widok na zatokę św. Pawła.

## Historia
Akt fundacji świątyni podpisany został 21 grudnia 1689, a zbudowana ona została na terenie ogrodu należącego wcześniej do wikariusza generalnego Tolessentiego. Już 18 kwietnia 1690 wikariusz generalny ks. Antonio Manso poświęcił nowy kościół. Jego fundatorem był ówczesny bailiff, a w latach 1697–1720 wielki mistrz Zakonu Joannitów, Ramon Perellos y Roccaful.
13 czerwca 1798 kościół został splądrowany przez żołnierzy Napoleona, którzy zabrali wszystkie srebra i kosztowności, zaś obraz tytularny zbezcześcili.
W pierwszych latach XX wieku ówczesny właściciel posiadłości hrabia Bernard Manduca Piscopo Macedonia Zamitt (1891-1971), rozpoczął rozbudowę i upiększanie kościoła. 
Dziś opiekę nad świątynią sprawuje spadkobierca hrabiego Bernarda, hrabia Alfred Manduca Piscopo Macedonia.

## Architektura

### Wygląd zewnętrzny
Oryginalna kaplica z XVII wieku była niewielka – dach skonstruowany z prostokątnych płyt, oraz gładka i prosta fasada, identycznie jak wiele innych kościołów z tej samej epoki.
Dziś jego fasada jest wciąż prosta i bez ozdób, posiada jedynie okrągłe okno ponad półkoliście zakończonym wejściem. Całość zwieńcza dobudowany później trójkątny fronton z figurą Najświętszego Serca Jezusa. Po lewej stronie wieża z dzwonami, zakończona iglicą. Kościół ma kopułę z latarnią zwieńczoną krzyżem, zbudowaną w 1963.
Przed kościołem stoją dwie kamienne figury dłuta rzeźbiarza Marco Montebello (1915–1988), przedstawiające św. Bernarda oraz archanioła Michała.
Na lewo od kościoła znajduje się, zbudowana w 1966, wolnostojąca monumentalna dzwonnica mieszcząca pięć dzwonów, wykonanych w mediolańskiej ludwisarni Barigozzi. 

### Wnętrze
Oryginalny kult tal-Madonna tal-Abbandunati – Matki Bożej Opuszczonych, pojawił się na Malcie pod koniec XVII wieku za przyczyną fundatora kościoła Ramona Perellosa, pochodzącego z Aragonii w Hiszpanii, który miał szczególną cześć do słynnej Nuestra Senora de los Desamparados, głęboko czczonej jako patronka Walencji.

Przywiązanie Ramona Perellosa do tego świętego wizerunku skłoniło go do zlecenia słynnemu maltańskiemu artyście Stefano Erardiemu (1630–1716) namalowania wiernej kopii La Virgen de los Desamparados jako obrazu tytularnego kościoła. Obraz powstał około 1697. Przedstawia on ukoronowany wizerunek Matki Bożej z małym Jezusem na lewej ręce, oraz bukietem lilii w prawej. Madonna i Dzieciątko ubrane są w bogato haftowany strój; Najświętsza Dziewica stoi na chmurach, otoczona jest przez małe aniołki. Na obrazie widoczny jest herb Perellosa.
W kościele znajdują się trzy inne obrazy, przypisywane Erardiemu: Święty Bernard, Święty Hieronim oraz Madonna Niepokalana. Niektóre źródła przypisują ich autorstwo Francesco Zahrze.
Inne dzieła sztuki w świątyni to: 
- procesyjna figura Madonna tal-Abbandunati, wykonana z papier mâché w 1916 przez Wistina Camilleri (1885–1979);
- statuy Niepokalana, Św. Bernard oraz Ecce homo;
- cztery obrazy na wewnętrznych ścianach kopuły, przedstawiające wydarzenia z życia Matki Bożej oraz św. Bernarda, a wykonane przez Alfreda i Paula Camilleri Cauchi w 1969.

## Kościół dziś
Dziś w kościele odprawiane są wieczorne msze święte w środy, piątki i soboty, zaś w niedziele i święta – poranne.

Doroczna fiesta ma miejsce w czwartą niedzielę sierpnia, z procesją z figurą Matki Bożej Opuszczonych, orkiestrą oraz puszczaniem fajerwerków.